# خزهای والنسیا

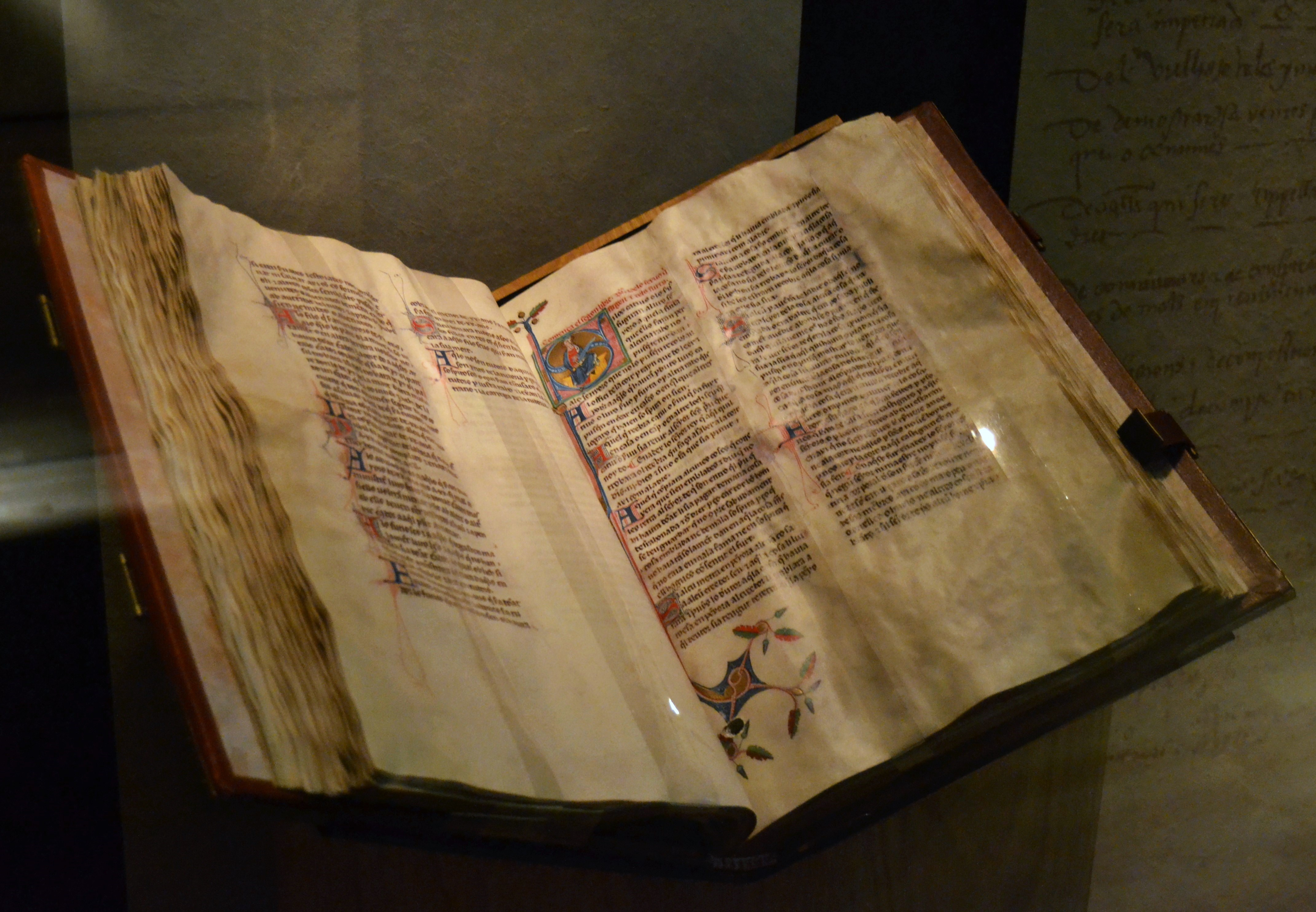
کدکس خزهای والنسیا از کاخ سرولو، ۱۳۲۹.

خزهای والنسیا (به زبان والنسیایی: Furs de València) عنوان مجموعه قوانین پادشاهی والنسیا در بیشتر قرون وسطی و اوایل اروپای مدرن بود. این قوانین مجموعه ای از منشورها بودند که در مجموع به همان شکلی عمل می‌کردند که قوانین اساسی مدرن امروزی عمل می‌کنند؛ بنابراین، آنها موقعیت و کنترل و تعادل بین دربار سلطنتی، اشراف، کلیسای کاتولیک و رویه‌های قضایی را تعریف می‌کردند. نسخه اولیه این قوانین با الگوبرداری از سایر مجموعه قوانین موجود در قلمروهای همجوار مانند کاربردهای بارسلون، پوست نویسهای ییدا و خزهای آراگون نگاشته شد.
این قوانین (تحت عنوان خزهای والنسیا) توسط اولین پادشاه والنسیا، خایمه اول آراگون در سال ۱۲۶۱ در پارلمان تازه تأسیس والنسیا اعلام شدند. او سپس عنوان پادشاه والنسیا را در برابر پارلمان سوگند یاد کرد و بر خزها سوگند یاد کرد.
خزها برای بیش از چهار قرن معتبر بودند، و سرانجام با امضای احکام نووا پلانتا توسط فیلیپه پنجم کاستیل در سال ۱۷۰۷، لغو شدند. اما پس از اصلاحیه توافق شده در اساسنامه خودمختاری جامعه والنسیا در سال ۲۰۰۶، برخی از استفاده‌های متمایز از قانون مدنی مورد استفاده توسط خزها قرار است مجدداً قدرت قانونی الزام‌آور را در این قلمرو به دست آورند.